# Satakha Hq.
Satakha Hq. es una ciudad censal situada en el distrito de Zunheboto en el estado de Nagaland (India). Su población es de 4964 habitantes (2011). 

## Demografía
Según el censo de 2011 la población de Satakha Hq. era de 4964 habitantes, de los cuales 2716 eran hombres y 2248 eran mujeres. Satakha Hq. tiene una tasa media de alfabetización del 97,43%, superior a la media estatal del 79,55%: la alfabetización masculina es del 98,09%, y la alfabetización femenina del 96,61%.